# أوحد (اسم)
أَوْحَد هو اسم علم مذكر من أصل عربي، ومعناه هو  المنفرد بنفسه ومن لا نظير له.